# Полезные ископаемые
Поле́зные ископа́емые — минеральные и органические образования земной коры, химический состав и физические свойства которых позволяют эффективно использовать их в сфере материального производства (например, в качестве сырья или топлива). Различают твёрдые, жидкие и газообразные полезные ископаемые.

## Описание
Полезные ископаемые находятся в земной коре в виде скоплений различного характера (жил, штоков, пластов, гнёзд, россыпей и пр.).
Скопления полезных ископаемых образуют месторождения, а при больших площадях распространения — районы, провинции и бассейны.
Научные основы добычи полезных ископаемых разрабатывают горные инженеры.
Области науки и технологии о добыче полезных ископаемых:
- Горное дело
- Горные науки.

## Виды полезных ископаемых
По назначению выделяют следующие виды полезных ископаемых:
- Горючие полезные ископаемые (нефть, природный газ, горючие сланцы, торф, уголь)
- Руды (руды чёрных, цветных и благородных металлов)
- Гидроминеральные (подземные минеральные и пресные воды)
- Нерудные полезные ископаемые — строительные материалы (известняк, песок, глина и др.), строительные камни (гранит) и пр.
- Камнесамоцветное сырьё (яшма, родонит, агат, оникс, халцедон, чароит, нефрит и др.) и драгоценные камни (алмаз, изумруд, рубин, сапфир).
- Горнохимическое сырьё (апатит, фосфаты, минеральные соли, барит, бораты и др.)

Последние три группы совместно могут рассматриваться как нерудные (неметаллические) полезные ископаемые.

## Признаки полезных ископаемых
Отдельными примерами поисковых признаков полезных ископаемых, без разделения на прямые и косвенные, являются:
- Минералы — спутники рудных месторождений (для алмаза — пироп, для рудного золота — кварц и пирит, для платины нижнетагильского типа — хромистый железняк и пр.)
- Их присутствие в перенесённых обломках, валунах и т. п., попадающихся на склонах, в ложбинах, руслах водотоков и пр.
- Прямое наличие в горных обнажениях, выработках, керне
- Повышенное содержание их элементов-индикаторов в минеральных источниках
- Повышенное содержание их элементов-индикаторов в растительности

При разведке найденного месторождения закладывают шурфы, проходят канавы, разрезы, бурят скважины и др.